# Zouleykha Al-Shihabi
Zouleykha al-Shihabi (en arabe زليخة الشهابي ) est une militante palestinienne engagée tout au long de sa vie pour la libération de la Palestine. Elle est une des membres fondatrices de l’Association des Femmes arabes et fut présidente de l’Union des Femmes arabes de 1937 à sa mort en 1992. C’est une figure politique centrale de l’Histoire palestinienne du XXe siècle. Elle a participé activement à la structuration du nationalisme palestinien et est une pionnière du mouvement féministe.

## Biographie

### Enfance, éducation et famille (1903-1920)
Zouleykha al-Shihabi nait à Jérusalem en 1903. Issue d’une famille de notables, son père, Ishaq ‘abd-al-Qadr est adjoint au maire de Jérusalem à la fin de la période ottomane. Sa mère est quant à elle Zaynab el-Muhtadi. Zouleykha al-Shihabi nait dans un cadre familial privilégié. L’histoire de sa famille débute avec Shihab al-Dîn Ahmad qui fut Sheikh de la mosquée al-Aqsa. On trouve également parmi ses ancêtres, Abd-al-Qadr al-Shihabi qui était un écrivain et calligraphe reconnu. Il parlait couramment l’arabe et le turc ottoman. Elle a donc un capital social et culturel important.
Zouleykha al-Shihabi grandit dans une famille intellectuelle. Son père la scolarise à l’école catholique des Sœurs de Sion où elle étudie les langues et les Sciences. Il n’était pas si courant à cette époque pour une jeune fille d’avoir l’autorisation paternelle de se rendre à l’école. En dehors de l’école, Zouleykha al-Shihabi s’intéresse de près à l’histoire de Jérusalem depuis le début de la période islamique. Son environnement familial joue un rôle important dans l’acquisition de ce savoir qui serait un des socles de son engagement militant.

### Engagement associatif (années 20)
Au début du XXe siècle, les femmes palestiniennes étaient particulièrement actives dans des organisations caritatives. The orthodoxe aid society for the Poor in Acre, fondée en 1903 est considérée comme la première organisation de femmes palestinienne. Son but était de fournir des vêtements aux femmes pauvres pour leur permettre de se marier.
Zouleykha al-Shihabi débute elle aussi son parcours militant dans le milieu caritatif. Consciente que son parcours de jeune fille scolarisée fait figure d’exception pour l’époque, Zouleykha al-Shihabi s’engage dans la réalisation d’œuvres sociales tournées vers l’éducation des jeunes filles. Elle fonde notamment l’école al-Dawha et se tient au côté de Milia al-Sakakini (1890-1966) pour organiser des formations gratuites d’alphabétisation auprès des femmes de Jérusalem.
Elle fonde en 1921 l’Union des femmes palestiniennes ( الاتحاد النسائي الفلسطيني ) dans le but d’aider des populations en situation de précarité, notamment des femmes et des nouveau-nés.

### Engagement politique: entre revendications nationalistes et féministes
En 1929, Zouleykha al-Shihabi participe à la fondation du Comité exécutif des femmes arabes. Ce comité nait de la volonté d’entretenir des liens entre les familles et les Palestiniens arrêtés et emprisonnés après la révolte de Buraq d’août 1929 
Le 26 octobre 1929, Zouleykha al-Shihabi participe au premier Congrès des Femmes arabes. Il se tient à Jérusalem et plus de deux cents femmes y assistent venant de toute la Palestine. Les participantes sont des femmes éduquées venant de milieux aisés et urbains. Beaucoup d’entre elles sont mariées à des figures du mouvement nationaliste. Ce n’est pas le cas de Zouleykha al-Shihabi qui fait partie des rares femmes de son époque à ne pas s’être mariée. Les principales résolutions proposées lors de ce congrès sont l’opposition à la déclaration Balfour et à l’immigration juive et la dénonciation des conditions de détentions des prisonniers palestiniens.
À l’issue de ce congrès historique, Zouleykha al-Shihabi participe à une manifestation silencieuse à Jérusalem. Plus de 300 femmes palestiniennes se réunissent pour protester contre le haut-commissaire britannique (Nasser-el-din, 2019). Cette manifestation non mixte est importante puisque la présence de femmes issues de milieux aisés dans l’espace public n’est pas commune à l’époque, d’autant plus lorsqu’elle s’accompagne de revendications politiques. Cette manifestation n’est pas sans rappeler les manifestations de femmes organisées par Huda Sha’rawi (1879-1947) lors de la révolution de 1919 au Caire contre le protectorat britannique .
Le 16 novembre 1929, Zouleykha al-Shihabi participe à la création de l’Association des Femmes arabes, sous la directive du Comité exécutif des femmes arabes. La création de cette association permet d’étendre le mouvement au-delà de Jérusalem. Dans les années suivantes, plusieurs branches voient le jour dans toute la Palestine : Acre, Ramallah, Jaffa, Gaza, Naplouse ou encore Haïfa. Le rôle de cette association est multiple : aide médicale apportée aux blessés et combattants, prise en charge des enfants des martyrs ou encore organisations de manifestations.
Dès 1930, l’importance de Zouleykha al-Shihabi s’accroit dans le mouvement des femmes palestiniennes. En 1933, elle prononce un discours depuis le minbar de la mosquée al-Aqsa. C’est une image très forte pour les femmes de l’époque.

### À l’aube du panarabisme (1936- 1948)
1936 marque le déclenchement de la Grande révolte arabe durant laquelle les Palestiniens se soulèvent contre le mandat britannique et l’immigration juive en Palestine. Cette révolte s’achève en 1939 par la publication par les Britanniques du Livre blanc.
C’est dans ce contexte trouble que Zouleykha al-Shihabi est élue en 1937 présidente de l’Union des femmes arabes nouvellement créée. La Grande révolte arabe coïncide également avec l’intensification des relations transnationales nouées entre des mouvements de femmes palestiniennes et d’autres mouvements de femmes arabes ou de pays du Sud. En octobre 1938, Zouleykha al-Shihabi fait partie de la délégation de 27 femmes palestiniennes invitées au Caire par Huda Sha’rawi pour participer au Congrès des Femmes de l’Est. Il s’agit de la troisième édition d’un tel congrès, les deux précédentes ayant eu lieu respectivement à Damas en 1930, puis à Téhéran en 1932.
La thématique principale de ce congrès est la question palestinienne. Huda Sha’rawi qui est l’initiatrice de ce congrès s’entretient avec Zouleykha el-Shihabi. De retour à Jérusalem, elle met en œuvre la suggestion de Huda Sha'rawi de politiser davantage son mouvement. Elle annonce donc la dissolution de l'Association des femmes arabes de Jérusalem et la création de l'Union des femmes arabes palestiniennes. Cette date marque la scission entre l’Union des Femmes arabes dirigée par Zouleykha-el-Shihabi et l’association des femmes arabes dirigée par Zahiyia Nashashibi (1904-1973). La nouvelle organisation de Zouleykha-al-Shihabi prend alors une orientation plus politique et féministe .
L’Union des femmes arabes compte parmi ses membres d’illustres femmes palestiniennes telles que Matiel Mughannam, Rifqa Nashashibi Abdul Hadi, Wahida al-Khalidi, Claire Hanania, Katingo Hanania ou encore Sadhij Nassar.
Le 11 décembre 1944, elle participe au premier congrès féministe arabe organisé au Caire. C’est un Congrès qui réunit des représentantes de différents pays arabes. Un des principaux thèmes abordés est le droit de vote et l’éligibilité des femmes qui sera accordée en 1956 aux égyptiennes.

### Le tournant de 1948
Le 14 mai 1948, David Ben Gourion, alors futur premier ministre israélien déclare l’établissement d’un État israélien en Palestine mandataire. Cette annonce marque le déclenchement de la Première Guerre israélo-arabe, puis de la Nakba durant laquelle plus de 700 000 Palestiniens sont chassés de leur terre et 530 villages palestiniens sont détruits. Cette période est très violente et de nombreux massacres ont lieu comme celui de Deir Yassine. C’est un nettoyage ethnique. À la suite de cette période, Zouleykha al-Shihabi continue son activité politique entre Jérusalem et Amman. En 1959, elle est élue présidente de l’Union des sociétés caritatives.
Le 28 mai 1964, Zouleykha al-Shihabi participe au Congrès national palestinien qui aboutit à la création de l’Organisation de libération de la Palestine quelque mois après la tenue du Sommet arabe du Caire à l’initiative de Nasser.
Un an plus tard en 1965, Zouleykha-al-Shihabi créée l’Union des femmes palestiniennes dans le but de maintenir le lien entre toutes les femmes palestiniennes, à la fois celles vivant en territoires occupés ou exilées dans d’autres États.
En 1967, le déclenchement de la Guerre de six jours aboutit à l’occupation et à l’annexion de Jérusalem-Est par Israël. Un an après, Zouleykha al-Shihabi, alors âgée de 64 ans est expulsée vers la Jordanie par le gouvernement israélien en raison de son activité politique. Elle est finalement rapatriée en Palestine sous l’égide des Nations-Unies. Elle continue son activité politique en tant que présidente de l’Union des femmes arabes jusqu’à sa mort. Zouleykha al-Shihabi s’éteint le 13 mai 1992, à l’âge de 89 ans.